# Waga miejska

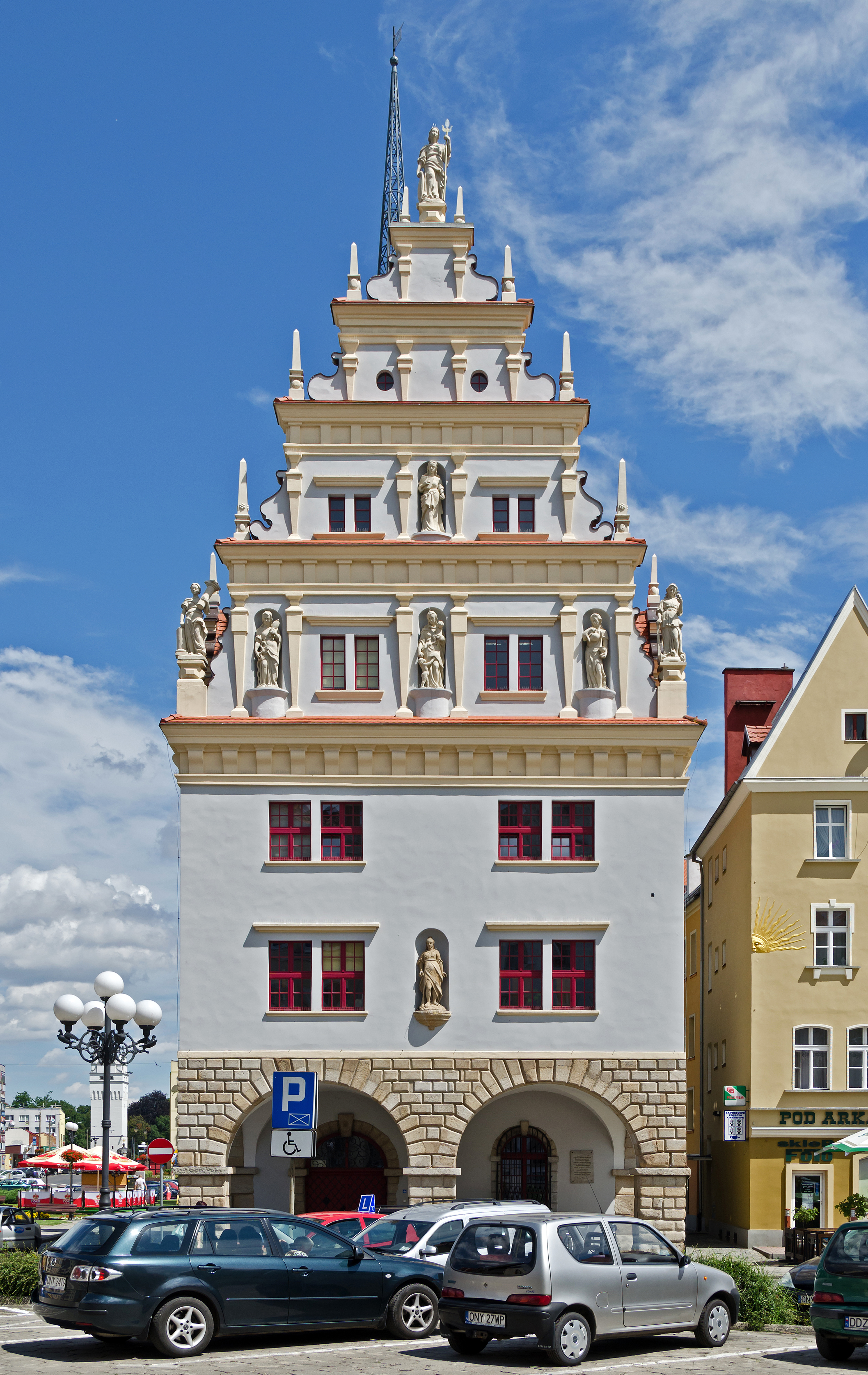
Dom Wagi Miejskiej w Nysie

Waga miejska – budynek, w który były wyposażone średniowieczne miasta. Najczęściej stał na rynku, w pobliżu ratusza. W budynku tym znajdowała się oficjalna waga miejska, z której korzystali kupcy, oraz przyrządy związane z pomiarami handlowymi, w tym wzorce wag i odważniki.
Budynki wagi miejskiej można znaleźć m.in. w Płocku, Poznaniu, Poniecu, Działoszynie, Nysie, Goudzie i Amsterdamie,